# Laugardalsvöllur
Laugardalsvöllur is het nationaal stadion van IJsland. Het ligt in de hoofdstad Reykjavík en heeft een capaciteit van 15.000 plaatsen. De eerste tribune werd gebouwd in 1958, de nieuwe tribune aan de overkant in 1997. De oude tribune werd in 2006 gerenoveerd en uitgebreid. De capaciteit kan verhoogd worden door twee tijdelijke tribunes te voorzien die telkens 1.500 toeschouwers kunnen bevatten. Het stadion wordt voornamelijk gebruikt voor voetbalwedstrijden maar er zijn ook voorzieningen voor atletiekwedstrijden.
De recordopkomst in Laugardalsvöllur bedraagt 20.204 toeschouwers in 2004 tijdens een vriendschappelijke wedstrijd tussen IJsland en Italië. IJsland won de wedstrijd met 2–0.

## Naam
De naam komt van het district waarin het stadion ligt, Laugardalur. De vertaling hiervan is "hete bron vallei", naar het wassen van de kleding in de geothermische bronnen in de jaren '30 van de 20e eeuw. De naam van het stadion is dus feitelijk "hete bron stadion".

## Interlands
Het IJslands voetbalelftal speelde tot op heden 208 officiële interlands in het Laugardalsvöllur.
| 1   | 8 juli 1957       | IJsland – Noorwegen                      | 0 – 3 | Oefeninterland      |
| 2   | 10 juli 1957      | IJsland – Denemarken                     | 2 – 6 | Oefeninterland      |
| 3   | 1 september 1957  | IJsland – Frankrijk                      | 1 – 5 | WK-kwalificatie     |
| 4   | 4 september 1957  | IJsland – België                         | 2 – 5 | WK-kwalificatie     |
| 5   | 11 augustus 1958  | IJsland – Ierland                        | 2 – 3 | Oefeninterland      |
| 6   | 26 juni 1959      | IJsland – Denemarken                     | 2 – 4 | OS-kwalificatie     |
| 7   | 7 juli 1959       | IJsland – Noorwegen                      | 1 – 0 | OS-kwalificatie     |
| 8   | 3 augustus 1960   | IJsland – West-Duitsland                 | 0 – 5 | Oefeninterland      |
| 9   | 19 juni 1961      | IJsland – Nederland                      | 4 – 3 | Oefeninterland      |
| 10  | 9 juli 1962       | IJsland – Noorwegen                      | 1 – 3 | Oefeninterland      |
| 11  | 2 september 1962  | IJsland – Ierland                        | 1 – 1 | EK-kwalificatie     |
| 12  | 7 september 1963  | IJsland – Engeland                       | 0 – 6 | OS-kwalificatie     |
| 13  | 27 juli 1964      | IJsland – Schotland                      | 0 – 1 | Oefeninterland      |
| 14  | 10 augustus 1964  | IJsland – Bermuda                        | 4 – 3 | Oefeninterland      |
| 15  | 23 augustus 1964  | IJsland – Finland                        | 0 – 2 | Oefeninterland      |
| 16  | 5 juli 1965       | IJsland – Denemarken                     | 1 – 3 | Oefeninterland      |
| 17  | 9 augustus 1965   | IJsland – Ierland                        | 0 – 0 | Oefeninterland      |
| 18  | 15 augustus 1966  | IJsland – Wales                          | 3 – 3 | Oefeninterland      |
| 19  | 18 september 1966 | IJsland – Frankrijk                      | 0 – 2 | Oefeninterland      |
| 20  | 31 mei 1967       | IJsland – Spanje                         | 1 – 1 | OS-kwalificatie     |
| 21  | 14 augustus 1967  | IJsland – Engeland                       | 0 – 3 | Oefeninterland      |
| 22  | 2 juli 1968       | IJsland – West-Duitsland                 | 1 – 3 | Oefeninterland      |
| 23  | 18 juli 1968      | IJsland – Noorwegen                      | 0 – 4 | Oefeninterland      |
| 24  | 23 juni 1969      | IJsland – Bermuda                        | 2 – 1 | Oefeninterland      |
| 25  | 10 mei 1970       | IJsland – Engeland                       | 1 – 1 | Oefeninterland      |
| 26  | 22 juni 1970      | IJsland – Frankrijk                      | 0 – 1 | Oefeninterland      |
| 27  | 7 juli 1970       | IJsland – Denemarken                     | 0 – 0 | Oefeninterland      |
| 28  | 20 juli 1970      | IJsland – Noorwegen                      | 2 – 0 | Oefeninterland      |
| 29  | 12 mei 1971       | IJsland – Frankrijk                      | 0 – 0 | OS-kwalificatie     |
| 30  | 4 augustus 1971   | IJsland – Engeland                       | 1 – 3 | Oefeninterland      |
| 31  | 13 augustus 1971  | IJsland – Japan                          | 0 – 2 | Oefeninterland      |
| 32  | 3 juli 1972       | IJsland – Denemarken                     | 2 – 5 | Oefeninterland      |
| 33  | 12 juli 1972      | IJsland – Faeröer                        | 3 – 0 | Oefeninterland      |
| 34  | 17 juli 1973      | IJsland – Duitse Democratische Republiek | 1 – 2 | Oefeninterland      |
| 35  | 19 juli 1973      | IJsland – Duitse Democratische Republiek | 0 – 2 | Oefeninterland      |
| 36  | 2 augustus 1973   | IJsland – Noorwegen                      | 0 – 4 | WK-kwalificatie     |
| 37  | 19 augustus 1974  | IJsland – Finland                        | 2 – 2 | Oefeninterland      |
| 38  | 8 september 1974  | IJsland – België                         | 0 – 2 | EK-kwalificatie     |
| 39  | 25 mei 1975       | IJsland – Frankrijk                      | 0 – 0 | EK-kwalificatie     |
| 40  | 5 juni 1975       | IJsland – Duitse Democratische Republiek | 2 – 1 | EK-kwalificatie     |
| 41  | 23 juni 1975      | IJsland – Frankrijk                      | 6 – 0 | Oefeninterland      |
| 42  | 7 juli 1975       | IJsland – Noorwegen                      | 1 – 1 | OS-kwalificatie     |
| 43  | 30 juli 1975      | IJsland – Sovjet-Unie                    | 0 – 2 | OS-kwalificatie     |
| 44  | 21 augustus 1976  | IJsland – Luxemburg                      | 3 – 1 | Oefeninterland      |
| 45  | 5 september 1976  | IJsland – België                         | 0 – 1 | WK-kwalificatie     |
| 46  | 8 september 1976  | IJsland – Nederland                      | 0 – 1 | WK-kwalificatie     |
| 47  | 11 juni 1977      | IJsland – Noord-Ierland                  | 1 – 0 | WK-kwalificatie     |
| 48  | 30 juni 1977      | IJsland – Noorwegen                      | 2 – 1 | Oefeninterland      |
| 49  | 20 juli 1977      | IJsland – Zweden                         | 0 – 1 | Oefeninterland      |
| 50  | 28 juni 1978      | IJsland – Denemarken                     | 0 – 0 | Oefeninterland      |
| 51  | 3 september 1978  | IJsland – Verenigde Staten               | 0 – 0 | Oefeninterland      |
| 52  | 6 september 1978  | IJsland – Polen                          | 0 – 2 | EK-kwalificatie     |
| 53  | 26 mei 1979       | IJsland – West-Duitsland                 | 1 – 3 | Oefeninterland      |
| 54  | 9 juni 1979       | IJsland – Zwitserland                    | 1 – 2 | EK-kwalificatie     |
| 55  | 5 september 1979  | IJsland – Nederland                      | 0 – 4 | EK-kwalificatie     |
| 56  | 12 september 1979 | IJsland – Duitse Democratische Republiek | 0 – 3 | EK-kwalificatie     |
| 57  | 2 juni 1980       | IJsland – Wales                          | 0 – 4 | WK-kwalificatie     |
| 58  | 25 juni 1980      | IJsland – Finland                        | 1 – 1 | Oefeninterland      |
| 59  | 3 september 1980  | IJsland – Sovjet-Unie                    | 1 – 2 | WK-kwalificatie     |
| 60  | 22 augustus 1981  | IJsland – Nigeria                        | 3 – 0 | Oefeninterland      |
| 61  | 9 september 1981  | IJsland – Turkije                        | 2 – 0 | WK-kwalificatie     |
| 62  | 23 september 1981 | IJsland – Tsjecho-Slowakije              | 1 – 1 | WK-kwalificatie     |
| 63  | 2 juni 1982       | IJsland – Engeland                       | 1 – 1 | Oefeninterland      |
| 64  | 1 september 1982  | IJsland – Nederland                      | 1 – 1 | EK-kwalificatie     |
| 65  | 8 september 1982  | IJsland – Duitse Democratische Republiek | 0 – 1 | Oefeninterland      |
| 66  | 29 mei 1983       | IJsland – Spanje                         | 0 – 1 | EK-kwalificatie     |
| 67  | 5 juni 1983       | IJsland – Malta                          | 1 – 0 | EK-kwalificatie     |
| 68  | 17 augustus 1983  | IJsland – Zweden                         | 0 – 4 | Oefeninterland      |
| 69  | 21 september 1983 | IJsland – Ierland                        | 0 – 3 | EK-kwalificatie     |
| 70  | 20 juni 1984      | IJsland – Noorwegen                      | 0 – 1 | Oefeninterland      |
| 71  | 12 september 1984 | IJsland – Wales                          | 1 – 0 | WK-kwalificatie     |
| 72  | 28 mei 1985       | IJsland – Schotland                      | 0 – 1 | WK-kwalificatie     |
| 73  | 12 juni 1985      | IJsland – Spanje                         | 1 – 2 | WK-kwalificatie     |
| 74  | 25 mei 1986       | IJsland – Ierland                        | 1 – 2 | Oefeninterland      |
| 75  | 29 mei 1986       | IJsland – Tsjecho-Slowakije              | 1 – 2 | Oefeninterland      |
| 76  | 10 september 1986 | IJsland – Frankrijk                      | 0 – 0 | EK-kwalificatie     |
| 77  | 24 september 1986 | IJsland – Sovjet-Unie                    | 1 – 1 | EK-kwalificatie     |
| 78  | 26 mei 1987       | IJsland – Nederland                      | 2 – 2 | OS-kwalificatie     |
| 79  | 3 juni 1987       | IJsland – Duitse Democratische Republiek | 0 – 6 | EK-kwalificatie     |
| 80  | 2 september 1987  | IJsland – Duitse Democratische Republiek | 2 – 0 | OS-kwalificatie     |
| 81  | 9 september 1987  | IJsland – Noorwegen                      | 2 – 1 | EK-kwalificatie     |
| 82  | 24 mei 1988       | IJsland – Portugal                       | 0 – 1 | OS-kwalificatie     |
| 83  | 29 mei 1988       | IJsland – Italië                         | 0 – 3 | OS-kwalificatie     |
| 84  | 7 augustus 1988   | IJsland – Bulgarije                      | 2 – 3 | Oefeninterland      |
| 85  | 18 augustus 1988  | IJsland – Zweden                         | 0 – 1 | Oefeninterland      |
| 86  | 31 augustus 1988  | IJsland – Sovjet-Unie                    | 1 – 1 | WK-kwalificatie     |
| 87  | 21 september 1988 | IJsland – Hongarije                      | 0 – 3 | Oefeninterland      |
| 88  | 19 mei 1989       | IJsland – Engeland                       | 0 – 2 | Oefeninterland      |
| 89  | 14 juni 1989      | IJsland – Oostenrijk                     | 0 – 0 | WK-kwalificatie     |
| 90  | 6 september 1989  | IJsland – Duitse Democratische Republiek | 0 – 3 | WK-kwalificatie     |
| 91  | 20 september 1989 | IJsland – Turkije                        | 2 – 1 | WK-kwalificatie     |
| 92  | 30 mei 1990       | IJsland – Albanië                        | 2 – 0 | EK-kwalificatie     |
| 93  | 5 september 1990  | IJsland – Frankrijk                      | 1 – 2 | EK-kwalificatie     |
| 94  | 5 juni 1991       | IJsland – Tsjecho-Slowakije              | 0 – 1 | EK-kwalificatie     |
| 95  | 17 juli 1991      | IJsland – Turkije                        | 5 – 1 | Oefeninterland      |
| 96  | 4 september 1991  | IJsland – Denemarken                     | 0 – 0 | Oefeninterland      |
| 97  | 25 september 1991 | IJsland – Spanje                         | 2 – 0 | EK-kwalificatie     |
| 98  | 9 augustus 1992   | IJsland – Israël                         | 0 – 2 | Oefeninterland      |
| 99  | 7 oktober 1992    | IJsland – Griekenland                    | 0 – 1 | WK-kwalificatie     |
| 100 | 2 juni 1993       | IJsland – Rusland                        | 1 – 1 | WK-kwalificatie     |
| 101 | 16 juni 1993      | IJsland – Hongarije                      | 2 – 0 | WK-kwalificatie     |
| 102 | 31 augustus 1993  | IJsland – Verenigde Staten               | 0 – 1 | Oefeninterland      |
| 103 | 8 september 1993  | IJsland – Luxemburg                      | 1 – 0 | WK-kwalificatie     |
| 104 | 19 mei 1994       | IJsland – Bolivia                        | 1 – 0 | Oefeninterland      |
| 105 | 16 augustus 1994  | IJsland – Estland                        | 4 – 0 | Oefeninterland      |
| 106 | 30 augustus 1994  | IJsland – Verenigde Arabische Emiraten   | 1 – 0 | Oefeninterland      |
| 107 | 7 september 1994  | IJsland – Zweden                         | 0 – 1 | EK-kwalificatie     |
| 108 | 11 juni 1995      | IJsland – Hongarije                      | 2 – 1 | EK-kwalificatie     |
| 109 | 16 augustus 1995  | IJsland – Zwitserland                    | 0 – 2 | EK-kwalificatie     |
| 110 | 11 oktober 1995   | IJsland – Turkije                        | 0 – 0 | EK-kwalificatie     |
| 111 | 1 juni 1996       | IJsland – Macedonië                      | 1 – 1 | WK-kwalificatie     |
| 112 | 14 augustus 1996  | IJsland – Malta                          | 2 – 1 | Oefeninterland      |
| 113 | 9 oktober 1996    | IJsland – Roemenië                       | 0 – 4 | WK-kwalificatie     |
| 114 | 11 juni 1997      | IJsland – Litouwen                       | 0 – 0 | WK-kwalificatie     |
| 115 | 20 juli 1997      | IJsland – Noorwegen                      | 0 – 1 | Oefeninterland      |
| 116 | 6 september 1997  | IJsland – Ierland                        | 2 – 4 | WK-kwalificatie     |
| 117 | 11 oktober 1997   | IJsland – Liechtenstein                  | 4 – 0 | WK-kwalificatie     |
| 118 | 19 augustus 1998  | IJsland – Letland                        | 4 – 1 | Oefeninterland      |
| 119 | 5 september 1998  | IJsland – Frankrijk                      | 1 – 1 | EK-kwalificatie     |
| 120 | 14 oktober 1998   | IJsland – Rusland                        | 1 – 0 | EK-kwalificatie     |
| 121 | 5 juni 1999       | IJsland – Armenië                        | 2 – 0 | EK-kwalificatie     |
| 122 | 4 september 1999  | IJsland – Andorra                        | 3 – 0 | EK-kwalificatie     |
| 123 | 8 september 1999  | IJsland – Oekraïne                       | 0 – 1 | EK-kwalificatie     |
| 124 | 27 juli 2000      | IJsland – Malta                          | 5 – 0 | Oefeninterland      |
| 125 | 16 augustus 2000  | IJsland – Zweden                         | 2 – 1 | Nordic Cup          |
| 126 | 2 september 2000  | IJsland – Denemarken                     | 1 – 2 | WK-kwalificatie     |
| 127 | 11 oktober 2000   | IJsland – Noord-Ierland                  | 1 – 0 | WK-kwalificatie     |
| 128 | 2 juni 2001       | IJsland – Malta                          | 3 – 0 | WK-kwalificatie     |
| 129 | 6 juni 2001       | IJsland – Bulgarije                      | 1 – 1 | WK-kwalificatie     |
| 130 | 15 augustus 2001  | IJsland – Polen                          | 1 – 1 | Oefeninterland      |
| 131 | 1 september 2001  | IJsland – Tsjechië                       | 3 – 1 | WK-kwalificatie     |
| 132 | 21 augustus 2002  | IJsland – Andorra                        | 3 – 0 | Oefeninterland      |
| 133 | 7 september 2002  | IJsland – Hongarije                      | 0 – 2 | Oefeninterland      |
| 134 | 12 oktober 2002   | IJsland – Schotland                      | 0 – 2 | EK-kwalificatie     |
| 135 | 16 oktober 2002   | IJsland – Litouwen                       | 3 – 0 | EK-kwalificatie     |
| 136 | 7 juni 2003       | IJsland – Faeröer                        | 2 – 1 | EK-kwalificatie     |
| 137 | 6 september 2003  | IJsland – Duitsland                      | 0 – 0 | EK-kwalificatie     |
| 138 | 18 augustus 2004  | IJsland – Italië                         | 2 – 0 | Oefeninterland      |
| 139 | 4 september 2004  | IJsland – Bulgarije                      | 1 – 3 | WK-kwalificatie     |
| 140 | 13 oktober 2004   | IJsland – Zweden                         | 1 – 4 | WK-kwalificatie     |
| 141 | 4 juni 2005       | IJsland – Hongarije                      | 2 – 3 | WK-kwalificatie     |
| 142 | 8 juni 2005       | IJsland – Malta                          | 4 – 1 | WK-kwalificatie     |
| 143 | 17 augustus 2005  | IJsland – Zuid-Afrika                    | 4 – 1 | Oefeninterland      |
| 144 | 3 september 2005  | IJsland – Kroatië                        | 1 – 3 | WK-kwalificatie     |
| 145 | 15 augustus 2006  | IJsland – Spanje                         | 0 – 0 | Oefeninterland      |
| 146 | 6 september 2006  | IJsland – Denemarken                     | 0 – 2 | EK-kwalificatie     |
| 147 | 11 oktober 2006   | IJsland – Zweden                         | 1 – 2 | EK-kwalificatie     |
| 148 | 2 juni 2007       | IJsland – Liechtenstein                  | 1 – 1 | EK-kwalificatie     |
| 149 | 22 augustus 2007  | IJsland – Canada                         | 1 – 1 | Oefeninterland      |
| 150 | 8 september 2007  | IJsland – Spanje                         | 1 – 1 | EK-kwalificatie     |
| 151 | 12 september 2007 | IJsland – Noord-Ierland                  | 2 – 1 | EK-kwalificatie     |
| 152 | 13 oktober 2007   | IJsland – Letland                        | 2 – 4 | EK-kwalificatie     |
| 153 | 28 mei 2008       | IJsland – Wales                          | 0 – 1 | Oefeninterland      |
| 154 | 20 augustus 2008  | IJsland – Azerbeidzjan                   | 1 – 1 | Oefeninterland      |
| 155 | 10 september 2008 | IJsland – Schotland                      | 1 – 2 | WK-kwalificatie     |
| 156 | 15 oktober 2008   | IJsland – Macedonië                      | 1 – 0 | WK-kwalificatie     |
| 157 | 6 juni 2009       | IJsland – Nederland                      | 1 – 2 | WK-kwalificatie     |
| 158 | 12 augustus 2009  | IJsland – Slowakije                      | 1 – 1 | Oefeninterland      |
| 159 | 5 september 2009  | IJsland – Noorwegen                      | 1 – 1 | WK-kwalificatie     |
| 160 | 9 september 2009  | IJsland – Georgië                        | 3 – 1 | Oefeninterland      |
| 161 | 13 oktober 2009   | IJsland – Zuid-Afrika                    | 1 – 0 | Oefeninterland      |
| 162 | 29 mei 2010       | IJsland – Andorra                        | 4 – 0 | Oefeninterland      |
| 163 | 11 augustus 2010  | IJsland – Liechtenstein                  | 1 – 1 | Oefeninterland      |
| 164 | 3 september 2010  | IJsland – Noorwegen                      | 1 – 2 | EK-kwalificatie     |
| 165 | 12 oktober 2010   | IJsland – Portugal                       | 1 – 3 | EK-kwalificatie     |
| 166 | 4 juni 2011       | IJsland – Denemarken                     | 0 – 2 | EK-kwalificatie     |
| 167 | 6 september 2011  | IJsland – Cyprus                         | 1 – 0 | EK-kwalificatie     |
| 168 | 15 augustus 2012  | IJsland – Faeröer                        | 2 – 0 | Oefeninterland      |
| 169 | 7 september 2012  | IJsland – Noorwegen                      | 2 – 0 | WK-kwalificatie     |
| 170 | 16 oktober 2012   | IJsland – Zwitserland                    | 0 – 2 | WK-kwalificatie     |
| 171 | 14 augustus 2013  | IJsland – Slovenië                       | 2 – 4 | Oefeninterland      |
| 172 | 9 september 2014  | IJsland – Turkije                        | 3 – 0 | EK-kwalificatie     |
| 173 | 13 oktober 2014   | IJsland – Nederland                      | 2 – 0 | EK-kwalificatie     |
| 174 | 12 juni 2015      | IJsland – Tsjechië                       | 2 – 1 | EK-kwalificatie     |
| 175 | 6 september 2015  | IJsland – Kazachstan                     | 0 – 0 | EK-kwalificatie     |
| 176 | 10 oktober 2015   | IJsland – Letland                        | 2 – 2 | EK-kwalificatie     |
| 177 | 6 juni 2016       | IJsland – Liechtenstein                  | 4 – 0 | Oefeninterland      |
| 178 | 6 oktober 2016    | IJsland – Finland                        | 3 – 2 | WK-kwalificatie     |
| 179 | 9 oktober 2016    | IJsland – Turkije                        | 2 – 0 | WK-kwalificatie     |
| 180 | 11 juni 2017      | IJsland – Kroatië                        | 1 – 0 | WK-kwalificatie     |
| 181 | 5 september 2017  | IJsland – Oekraïne                       | 2 – 0 | WK-kwalificatie     |
| 182 | 9 oktober 2017    | IJsland – Kosovo                         | 2 – 0 | WK-kwalificatie     |
| 183 | 2 juni 2018       | IJsland – Noorwegen                      | 2 – 3 | Oefeninterland      |
| 184 | 7 juni 2018       | IJsland – Ghana                          | 2 – 2 | Oefeninterland      |
| 185 | 11 september 2018 | IJsland – België                         | 0 – 3 | UEFA Nations League |
| 186 | 15 oktober 2018   | IJsland – Zwitserland                    | 1 – 2 | UEFA Nations League |
| 187 | 8 juni 2019       | IJsland – Albanië                        | 1 – 0 | EK-kwalificatie     |
| 188 | 11 juni 2019      | IJsland – Turkije                        | 2 – 1 | EK-kwalificatie     |
| 189 | 7 september 2019  | IJsland – Moldavië                       | 3 – 0 | EK-kwalificatie     |
| 190 | 11 oktober 2019   | IJsland – Frankrijk                      | 0 – 1 | EK-kwalificatie     |
| 191 | 14 oktober 2019   | IJsland – Andorra                        | 2 – 0 | EK-kwalificatie     |
| 192 | 5 september 2020  | IJsland – Engeland                       | 0 – 1 | UEFA Nations League |
| 193 | 8 oktober 2020    | IJsland – Roemenië                       | 2 – 1 | EK-kwalificatie     |
| 194 | 11 oktober 2020   | IJsland – Denemarken                     | 0 – 3 | UEFA Nations League |
| 195 | 14 oktober 2020   | IJsland – België                         | 1 – 2 | UEFA Nations League |
| 196 | 2 september 2021  | IJsland − Roemenië                       | 0 − 2 | WK-kwalificatie     |
| 197 | 5 september 2021  | IJsland − Noord-Macedonië                | 2 − 2 | WK-kwalificatie     |
| 198 | 8 september 2021  | IJsland − Duitsland                      | 0 − 4 | WK-kwalificatie     |
| 199 | 8 oktober 2021    | IJsland – Armenië                        | 1 – 1 | WK-kwalificatie     |
| 200 | 11 oktober 2021   | IJsland – Liechtenstein                  | 4 – 0 | WK-kwalificatie     |
| 201 | 6 juni 2022       | IJsland – Albanië                        | 1 – 1 | UEFA Nations League |
| 202 | 13 juni 2022      | IJsland – Israël                         | 2 – 2 | UEFA Nations League |
| 203 | 17 juni 2023      | IJsland – Slowakije                      | 1 – 2 | EK-kwalificatie     |
| 204 | 20 juni 2023      | IJsland – Portugal                       | 0 – 1 | EK-kwalificatie     |
| 205 | 11 september 2023 | IJsland – Bosnië en Herzegovina          | 1 – 0 | EK-kwalificatie     |
| 206 | 13 oktober 2023   | IJsland – Luxemburg                      | 1 – 1 | EK-kwalificatie     |
| 207 | 16 oktober 2023   | IJsland – Liechtenstein                  | 4 – 0 | EK-kwalificatie     |
| 208 | 6 september 2024  | IJsland – Montenegro                     | 2 – 0 | UEFA Nations League |

## Externe links

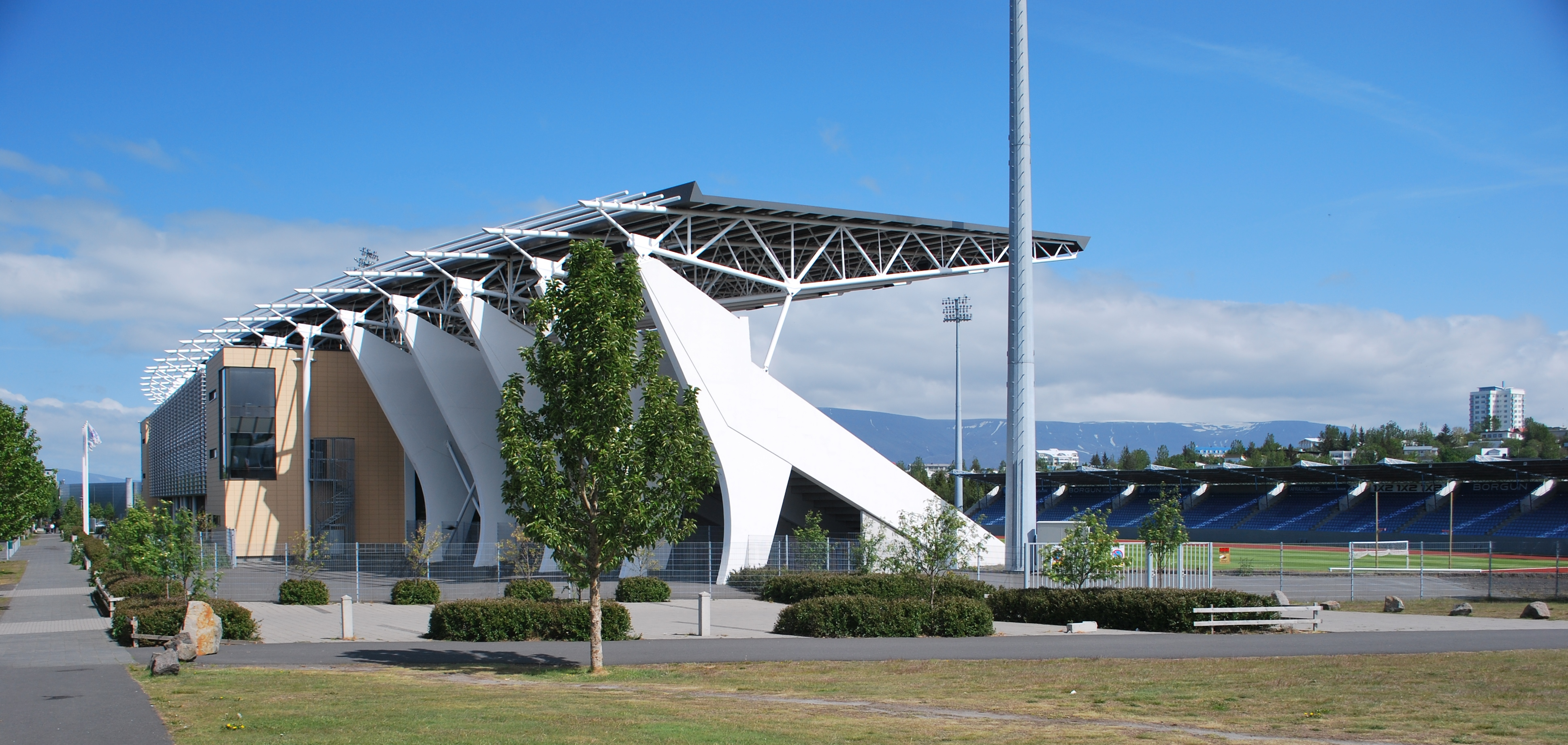